# Curragh (båt)

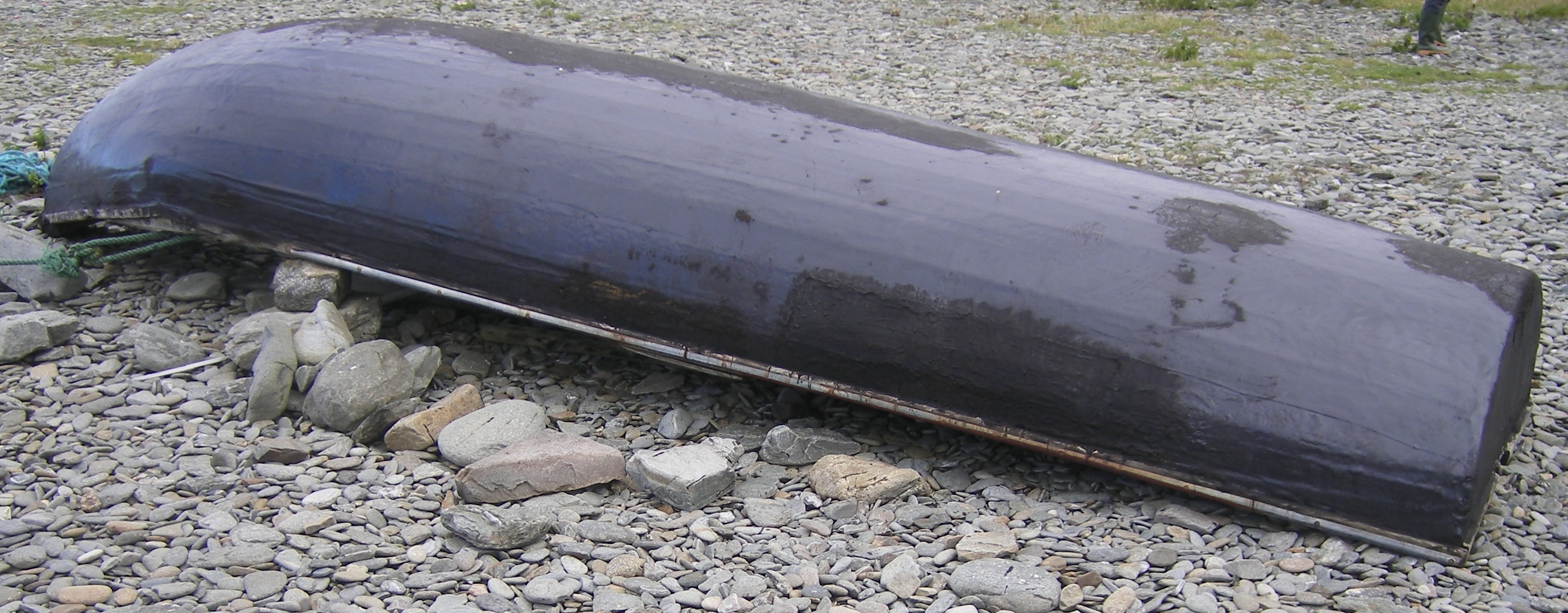
En curragh på en strand.

Curragh (iriska curach, pl. curaigh) är en båt med en klädd stomme av läkt som har sitt ursprung på Irland. De äldre Curragh var tidigare klädda med skinn som var surrat till båtens trästomme, de nutida båtarna är klädda med canvas som behandlas med tjära. Båtens längd varierar, vanlig storlek ros med tre par åror, dessa är fem till sex meter långa med en bredd av 115 till 130 cm. 
Curraghen har använts av befolkningen i fjordar och längs kusten för transport och fiske. Vid transport av boskap mellan öar ligger djuret ned på en bädd av gräs, boskap med horn binds till en toft för att inte den ömtåliga bordläggningen utsätts för skada. 
Båten saknar köl, varvid segling ställer sig svårare än rodd.